# Johann Karl August Gregor Müglich
Johann Karl August Gregor Müglich (* 23. September 1793 in Königsbrück; † 20. Oktober 1862 in Jenkofen bei Adlkofen) war evangelischer und katholischer Theologe.

## Leben und Werk
Johann Karl August Gregor Müglich wurde 1793 als Sohn eines Winzers der Standesherrschaft in Königsbrück geboren. Er wuchs auf dem Weingut auf. Schon 1801 starb sein Vater. Seine Mutter erzog ihn und seine beiden jüngeren Schwestern allein. Sie starb im Jahr 1831, ohne wieder geheiratet zu haben. Müglich besuchte die Königsbrücker Stadtschule, in der durch Rektor Magister Carl Gottfried Klinghardt im Religionsunterricht sehr auf Schriftgläubigkeit geachtet wurde. Mit dem Wunsch, Jugendlehrer zu werden, nahm er Musikunterricht und versuchte, allerdings ohne Erfolg, in das Friedrichstädter Seminar aufgenommen zu werden. Auf Anraten des Königsbrücker Kanzleidirektors Berger wurde er Kopist beim Stadtschreiber und späteren Bürgermeister Heinrich Gottlob Süßemilch in Bischofswerda. Mit der dort erlangten Erfahrung konnte er sich für die Stelle des Famulus des Stadtphysicus Dr. Ernst Gottlieb Hommeyer in Bautzen empfehlen, der jedoch 1813 sehr jung starb. Da Hommeyer dafür gesorgt hatte, dass Müglich das Gymnasium in Bautzen besuchte, war es ihm ermöglicht, 1815 das Studium der Theologie und Pädagogik an der Universität Leipzig zu beginnen.
1817 gingen Müglich die finanziellen Mittel für das Studium aus. So war er gezwungen, eine Stelle als Geschichtslehrer der Kinder von Prinz Emil Holstein-Sonderburg-Augustenburg anzunehmen. Noch im selben Jahr verließ er jedoch Deutschland, um mit seinen Studienkollegen Karl Natusch und Bähr in die Schweiz zu gehen, wo eine Anstellung als Lehrer in Fellenbergs Erziehungsanstalt winkte, was sich jedoch bald zerschlug und weitere Versuche einer beruflichen Zukunft nach sich zog. Der Tod seiner Schwester 1818 erschütterte ihn und ließ ihn in seinem Glauben wanken. Durch Studienkollegen angeregt, setzte er sein Studium jedoch wieder erfolgreich fort und wurde Doktor der Philosophie in Tübingen. In Dresden schließlich erfolgreich für das Predigtamt geprüft, verließ er 1823 erneut seine Heimat. Dieses Mal übernahm er eine Aufgabe in Genua. Dort begegnete er Franz Xaver von Zach, Fürst Metternich und Lord George William Russell.
In Genua verlobte er sich mit der Schwester des Kaufmanns Karl Müller aus dem Appenzellerland. Er heiratete sie 1827. Mit ihr zog er nach Dresden. Hier kümmerte er sich unter anderem um Ernst von Coburg in Loschwitz. Für den Erhalt einer Predigerstelle musste sich Müglich 1832 erneut anstrengen. Er musste sich in Leipzig in der Thomaskirche der Amtsprüfung unterziehen. Am 1. März 1832 durfte er mit seiner Frau nach Hundshübel bei Schneeberg ziehen, um dort das Predigtamt zu übernehmen. Die seiner Auffassung entgegenstehenden Zustände in seiner neuen Gemeinde versuchte er bald zu verändern und stieß damit auf ungeahnten Widerstand. Die damit zusammenhängenden Vorfälle landeten vor dem Appellationsgericht und brachten Müglich eine Niederlage ein. Am 15. September 1835 starb seine Frau, von den Erlebnissen in Hundshübel mitgenommen.
Gemeindemitglieder in Hundshübel unterstellten dem Pfarrer einen Hang zum Katholizismus. Sogar eine Beleidigung der Behörden wurde ihm zur Last gelegt. Am 1. August 1836 wurde der Enthebungsbescheid gegen Pfarrer Müglich ausgestellt. Müglich verließ den Ort, um nach einem Aufenthalt in Altenburg 1839 nach München überzusiedeln. Am 23. September 1839 konvertierte er dort zum katholischen Glauben. Seine Versuche, kirchliche Zeitschriften zu veröffentlichen, blieben ohne großen Erfolg. Die Priesterweihe erhielt Johann Karl August Gregor Müglich am 25. November 1843 in Passau, um Wallfahrtsseelsorger in Hals bei Passau zu werden. 1854 erhielt er das Benefiziat in Jenkofen bei Adlkofen, wo er bis zu seinem Lebensende blieb.
Müglich hinterließ zahlreiche Bücher und Schriften, darunter Dr. Müglich’s kleine Postille für das ganze Kirchenjahr, erschienen 1838 in Altenburg, Die kleine Sommerpostille (1838) sowie Die kleine Winterpostille (1839).